# Centralna Agencja Wywiadowcza

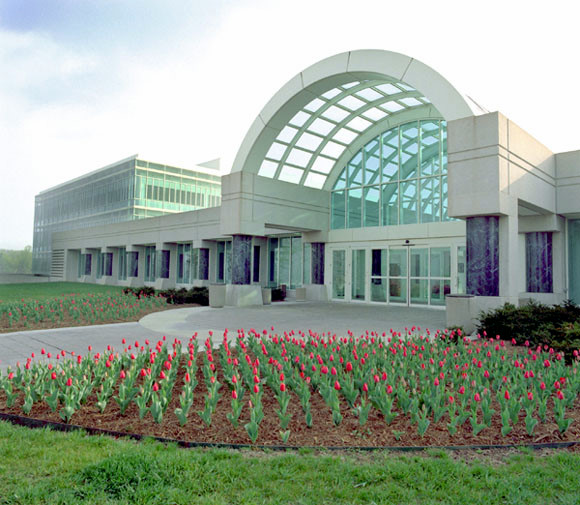
Nowa siedziba centrali CIA

Centralna Agencja Wywiadowcza, CIA (ang. Central Intelligence Agency) – amerykańska rządowa agencja wywiadowcza zajmująca się pozyskiwaniem i analizą informacji o zagranicznych rządach, korporacjach i osobach indywidualnych oraz opracowywaniem na ich podstawie raportów dla instytucji rządowych Stanów Zjednoczonych.

## Powstanie Agencji
Agencję utworzył 26 lipca 1947 prezydent Harry Truman. Jej poprzedniczką była utworzona 22 stycznia 1946 i działająca 20 miesięcy, Grupa Centrali Wywiadu (Central Intelligence Group – CIG), której powstanie było wynikiem poszukiwań organizacji bardziej efektywnej niż utworzona przez prezydenta Franklina Delano Roosevelta w czerwcu 1942 agencja wywiadowcza pn. „Biuro Służb Strategicznych” OSS (Office of Strategic Services), z której wywodziła się większość pierwotnej kadry CIG, następnie CIA. Zadania i przywileje agencji sprecyzowała ustawa o Centralnej Agencji Wywiadowczej z 1949.
Kwatera główna CIA znajduje się w Langley w stanie Wirginia pod Waszyngtonem.

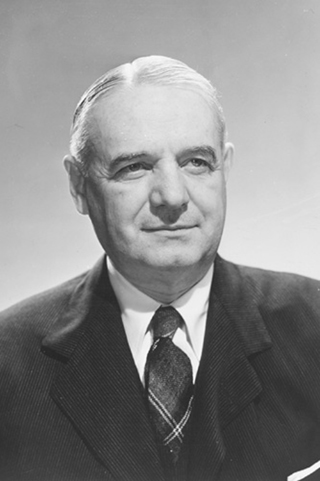
William Donovan, szef OSS

Roczny budżet organizacji wynosi, według oficjalnych danych, prawie 27 miliardów dolarów (1997). Organizacja publikuje w Internecie tzw. CIA World Factbook i charakterystyki poszczególnych krajów świata, w tym także Polski.
Propozycja utworzenia agencji wywiadowczej o zasięgu globalnym wyszła od gen. mjr. Williama J. Donovana, dyrektora Biura Służb Strategicznych (Office of Strategic Services – OSS), który zasugerował to ówczesnemu prezydentowi F.D. Rooseveltowi. Już dwa tygodnie później, na początku listopada 1944, prezydent Franklin Delano Roosevelt wydał polecenie przygotowania projektu stałej agencji wywiadowczej działającej w czasach powojennych. Niewątpliwie wpływ na decyzję prezydenta Roosevelta miały sprawozdania komisji śledczych kongresu, które za klęskę w Pearl Harbor częściowo obwiniały brak koordynacji działania przedwojennych agencji wywiadowczych.
Projekt zakładał stworzenie agencji, która będzie zdobywała materiał zarówno jawnymi, jak i tajnymi środkami wywiadowczymi, a jednocześnie będzie służyć doradztwem, określi cele wywiadowcze państwa i skoreluje materiał gromadzony przez wszystkie agencje rządowe. Do zadań nowej agencji wywiadowczej miało należeć: szpiegostwo, badania i analizy, kontrwywiad, dywersja polityczna za granicą, oraz inne zadania i obowiązki związane z wywiadem, jakie mógłby nałożyć na nią prezydent. Śmierć prezydenta Franklina D. Roosevelta 12 kwietnia 1945 odroczyła utworzenie jednolitej agencji wywiadowczej.
Po śmierci Roosevelta prezydentem Stanów Zjednoczonych został Harry Truman, który 1 października 1945 podpisał rozporządzenie o likwidacji Biura Służb Strategicznych (OSS), lecz zlikwidowano je dopiero 12 stycznia 1946.
Po zlikwidowaniu OSS na początku 1946 jego zadania przydzielono innym jednostkom administracji rządowej: wydział zadań i analiz został przydzielony do Departamentu Stanu, wydziały kontrwywiadu i wywiadu zostały przydzielone do Departamentu Wojny, który następnie nadał im nazwę Jednostek Służb Strategicznych (Strategic Services Unit).
W lutym 1946 prezydent Truman wysłał do Kongresu projekt proponowanej ustawy o bezpieczeństwie narodowym, wzywając do reorganizacji sił zbrojnych. Wśród jego założeń znajdowało się powołanie Centralnej Agencji Wywiadowczej. W ustawie o bezpieczeństwie narodowym i rezolucji o polu działania nowej agencji wywiadowczej postanowiono, że działalność i wpływy CIA, poza zestawianiem informacji zgromadzonych przez inne agencje rządowe, ograniczają się wyłącznie do spraw dziejących się poza granicami USA.
Jako pierwszy stanowisko dyrektora centrali wywiadu (Director of Central Intelligence – DCI) objął kontradmirał Sidney W. Souers, który następnie pod koniec 1946 objął stanowisko asystenta do spraw wywiadu i bezpieczeństwa narodowego przy prezydencie Trumanie. Dyrektor centrali wywiadu (DCI), był odpowiedzialny za całość przedsięwzięć wywiadowczych. W 1949 uchwalono ustawę o bezpieczeństwie narodowym, która pozwalała CIA na utajnienie stopni służbowych i stanowisk zajmowanych przez jej pracowników, wysokości ich zarobków i budżetu agencji. Dawała także prawo do wydawania pieniędzy bez księgowania.

## Początki działania
Prezydent Harry S. Truman jako pierwszy wydał zgodę na prowadzenie przez nowo utworzoną agencję wywiadowczą tajnych operacji specjalnych. Pozwalała jej na to dyrektywa podpisana przez niego w 1947.

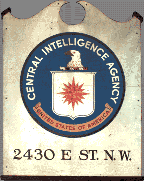
Plakietka z pierwszej siedziby CIA w Waszyngtonie

Na jego polecenie (choć później się do tego nie przyznawał), CIA przeprowadziła tajne operacje. M.in. wspierano partie prawicowe podczas wyborów parlamentarnych we Włoszech, tajne dostawy uzbrojenia dla sił antykomunistycznych walczących w wojnie domowej w Grecji.
Odpowiedzialność za realizację tego typu tajnych operacji spoczywała na utworzonym Biurze Operacji Specjalnych (Office of Special Operations – OSO). Biuro to miało prawo do gromadzenia materiału wywiadowczego na terenie Ameryki Łacińskiej, która była do tej pory wyłącznie terenem działania Federalnego Biura Śledczego (Federal Bureau of Investigation – FBI). Do OSO przydzielono również resztki jednostek tajnego wywiadu (SI) i kontrwywiadu ze zlikwidowanego wcześniej Biura Służb Strategicznych (OSS), które przejął Departament Wojny.
Office of Special Operations został następnie przydzielony nowo powołanej komórki Departamentu Stanu – „Biura Koordynacji Politycznej” (Office of Policy Coordination – OPC). Największą tajną operacją Biura Koordynacji Politycznej „OPC”, była amerykańsko-brytyjska operacja przerzutu do Albanii partyzantów mających dokonać puczu przeciwko komunistycznym rządom Envera Hodży.
Operacja zakończyła się niepowodzeniem wskutek zdrady Harolda (Kima) Philby’ego, radzieckiego szpiega zakonspirowanego na wysokim stanowisku w MI6.
W narastającej atmosferze zimnej wojny znaczenie agencji wywiadowczych znacznie wzrosło. Po zakończeniu II wojny światowej i znacznym wzroście wpływów Związku Radzieckiego na państwa bloku wschodniego, wzrosła działalność ich wywiadów, zwłaszcza wywiadu ZSRR – KGB i wywiadu wojskowego GRU.
Amerykanie niewiele wiedzieli o działalności radzieckiego wywiadu na swoim kontynencie. Dopiero gdy w 1945 pracownik ambasady radzieckiej w Ottawie, szyfrant Igor Guzenko, postanowił zerwać z komunizmem, a uciekając przy okazji zabrał 109 kartek najtajniejszych dokumentów z ambasady, zdali sobie sprawę z rozmiarów tej działalności.
Dokumenty te pozwoliły kontrwywiadowi kanadyjskiemu zidentyfikować szefa siatki NKWD w Kanadzie, Sama Carra, oraz naukowca pracującego nad projektem budowy bomby atomowej (projekt Manhattan), doktora Allana D. Maya, który współpracował z radzieckim wywiadem. W dokumentach wykradzionych przez Guzenkę istniało także nazwisko Klausa Fuchsa, lecz nie zwrócono na nie uwagi.
Na początku lat pięćdziesiątych CIA nie była w stanie podejmować działań na terenie ZSRR. Niedawno utworzona agencja nie dysponowała źródłami wywiadowczymi za żelazną kurtyną.
Niedostępne były informacje na temat radzieckich postępów w dziedzinie technologii zbrojeniowej, nieosiągalne były nawet najbardziej podstawowe informacje na temat dróg, mostów, instalacji wojskowych itd. Nie mając czasu na zbudowanie siatki wywiadowczej na terenie ZSRR (taka procedura może potrwać nawet kilka lat) CIA rozpoczęła operację Redskin, wysyłając turystów, dziennikarzy, osoby duchowne, sportowców, do ZSRR z zadaniem zbierania podstawowych informacji wywiadowczych.
Pierwszym cennym źródłem informacji, które umożliwiły wgląd w potencjał
militarny ZSRR był oficer armii radzieckiej, płk. Piotr Popow, który zaoferował swe usługi CIA podczas swojej służby w Austrii w listopadzie 1953. Popow współpracował z CIA pod pseudonimem Attic aż do 1958.
CIA próbowała też penetrować kraje bloku wschodniego, w tym także Polskę – nie było to jednak łatwe. CIA nawiązała kontakt z podziemną organizacją Zrzeszenie Wolność i Niezawisłość. Przez następne cztery lata przekazano organizacji WiN znaczne sumy pieniędzy i złota oraz 17 radiostacji, spore ilości broni i amunicji, nie wiedząc o tym, że tzw. V Komenda WiN-u była kontrolowana przez bezpiekę (Ministerstwo Bezpieczeństwa Publicznego, patrz – operacja Cezary). Kolejną porażkę CIA poniosła w tzw. Sprawie Bergu, gdzie poza innymi zajęciami szkolono agentów, kurierów itd. przed wysłaniem ich do Polski i innych krajów komunistycznych z zadaniami wywiadowczymi i dywersyjnymi. Jeden z ośrodków położony w mieście Berg (Niemcy Zachodnie) został spenetrowany przez Ministerstwo Bezpieczeństwa Publicznego, a sprawa została ujawniona przez MBP na początku 1953, tak więc kilka pierwszych prób infiltracji krajów bloku wschodniego przez CIA zakończyło się fiaskiem i upokorzeniem agencji przez komunistyczne służby bezpieczeństwa.

## OperacjaSplinter Factor
W celu destabilizacji systemów komunistycznych w Europie Wschodniej CIA wykorzystało znaną chorobliwą podejrzliwość Stalina. Operacja Splinter Factor polegała na dostarczeniu spreparowanych dowodów współpracy czołowych działaczy komunistycznych z amerykańskim wywiadem. Początek operacji był wymierzony przeciwko Noelowi Fieldowi, amerykańskiemu dysydentowi o komunistycznych sympatiach i kontaktach z działaczami partyjnymi państw bloku sowieckiego wysokiego szczebla. Aktywną rolę w tej operacji odegrał Józef Światło, preparując dowody rzekomej winy Fielda. W następstwie oskarżenia Fielda stalinowskie służby rozpętały nagonkę przeciwko wszystkim jego współpracownikom. W ten sposób doprowadzono do uwięzienia, oskarżenia, a w większości wypadków także skazania między innymi: László Rajka, Władysława Gomułki, Otto Slinga, Karla Svaba i Rudolfa Slansky’ego.

## OperacjaGold
Operacja Gold polegała na zbudowaniu pod ziemią tunelu biegnącego z amerykańskiego sektora w Berlinie Zachodnim do radzieckiego w Berlinie Wschodnim i podłączeniu się do kabli telefonicznych centrali wojsk radzieckich.
Przeprowadzona była wspólnie przez wywiad amerykański, brytyjski i zachodnioniemiecki. Pomysł budowy tunelu wyszedł od Williama K. Harveya, szefa bazy operacyjnej w Berlinie Zachodnim. Budowa rozpoczęła się we wrześniu 1954. Tunel kopali inżynierowie z armii amerykańskiej (US Army), sprowadzeni specjalnie w tym celu z USA, pracując 24 godziny na dobę przez 6 miesięcy.
Wkrótce po podłączeniu się do kabli, 200 magnetofonów nagrywało rozmowy dowódców radzieckich przez całą dobę. Codziennie z Berlina Zachodniego do Waszyngtonu i Londynu dostarczano w celu przetłumaczenia i analizy 400 godzin nagrań taśmowych.
Tunel Berliński działał przez 11 miesięcy i 11 dni. Rosjanie twierdzili, że odkryli go całkiem przypadkowo, lecz jak później wykazała historia, KGB wiedziało o operacji Gold jeszcze przed wbiciem pierwszej łopaty w ziemię.
Poinformował ich o tym wysoki oficer brytyjskiego wywiadu George Blake, który współpracował z KGB. Rosjanie postanowili nie przeszkadzać CIA, aby w ten sposób ochronić swe źródło informacji. Błędnie sądzili, że Blake dostarczy im dużo ważniejszych informacji niż te, które stracą w tunelu.

## OperacjaAjax

### Wprowadzenie
We wczesnych latach powojennych ośrodki decyzyjne w Waszyngtonie, dążąc do zapewnienia optymalnych warunków dla rozwoju gospodarki i bezpieczeństwa energetycznego, zaczęły szukać pewnych źródeł dostaw ropy. Na wyobraźnię amerykańskich decydentów, najbardziej oddziaływały irańskie, ogromne złoża tego surowca. Co więcej, kraj ten mógł stać się ważnym sojusznikiem osłabiającym wpływy Związku Radzieckiego w tym regionie.
Po II wojnie światowej władze w Iranie sprawował bliski sojusznik mocarstw anglosaskich, monarcha, Mohammad Reza Pahlawi. Sytuacja wydawała się więc bardzo korzystna. Ku zdumieniu Waszyngtonu i Londynu diametralnie się ona zmieniła, gdy w 1951, w demokratycznie przeprowadzonych wyborach wygrał lider nacjonalistów – demokratów, Mohammad Mossadegh. Szybko implementowana nacjonalizacja przemysłu petrochemicznego (w tym Anglo-Irańskiej Kompanii Naftowej, późniejszej British Petroleum BP) i ochłodzenie wzajemnych stosunków, zrodziły pomysł zorganizowania zamachu stanu w celu ponownego przekazania pełnej władzy w ręce Mohammada Rezy Pahlawiego.

### Przeprowadzenie operacji
Pierwsi z pomysłem przeprowadzania operacji wystąpili Brytyjczycy, zwracając się z nim do Stanów Zjednoczonych. Początkowo, sprawujący urząd prezydenta Harry Truman odmówił, lecz w 1953 po wyborze na to stanowisko Dwighta Eisenhowera, plan został zaakceptowany. Nowy prezydent, po zapoznaniu się ze wszystkimi szczegółami, wydał decyzję zezwalającą CIA na przeprowadzenie operacji obalenia legalnego rządu i przywrócenia proamerykańskiej dynastii Pahlawich.
Szefem operacji został Kermit Roosevelt Jr., doświadczony, wysokiej rangi agent CIA. Natomiast agentem odpowiedzialnym za zaplanowanie i wykonanie operacji został Donald Wilber. Miała to być pierwsza operacja, zorganizowana przez amerykańskie specsłużby, obejmująca zamach stanu w obcym państwie.
Głównym zadaniem agentów było inspirowanie i wzmacnianie powszechnego buntu przeciw władzy, korumpowanie sił bezpieczeństwa i sprowokowanie masowych wystąpień przeciw ośrodkom rządowym. Szybko nawiązano kontakty z irańską opozycją, odpowiednio ją wzmacniając i dofinansowując. Inspirowano na szeroką skalę antyrządowe akcje, angażując coraz liczniejsze gremia. Odpowiednio informowane i sterowane masy społeczeństwa zagwarantować miały powszechność buntu. Powodzenie miały zapewnić specjalne jednostki, rekrutujące się z miejscowej ludności. Tak utworzone oddziały partyzanckie, w kluczowym momencie, miały wejść do akcji, przypieczętowując sukces.
Centralnym ośrodkiem spisku stała się amerykańska ambasada w Teheranie. Z tego miejsca kierowano i koordynowano cały spisek. Rola budynku ambasady urosła do roli legendy i do dziś wzbudza ogromne emocje.
Na ulicach Teheranu protestowały coraz większe pro- i antyrządowe tłumy. W mieście zaczęło dochodzić do walk, w których życie utraciło kilkaset osób. Sytuacja stawała się coraz bardziej napięta, a premier Mossadegh powoli zaczął tracić nad nią kontrolę. Uzbrojone grupy partyzantów zaczęły szturmować ośrodki rządowe, zaatakowana i zniszczona została rezydencja premiera. Na stronę zamachowców przechodzić zaczęła przekupiona armia.
W obliczu nieuchronnej klęski Mossadegh skapitulował i 19 sierpnia 1953 został aresztowany. Autorytarne rządy objął proamerykańsko-brytyjski Mohammad Reza Pahlawi. Z pomocą rezydentów brytyjskich i amerykańskich służb szybko zorganizował własną bezpiekę i systematycznie eliminował opozycję. Odnowiony też został polityczny sojusz między trzema państwami, a tak pożądana ropa znowu zaczęła płynąć szerokim strumieniem do zachodnich odbiorców. Pahlawi władzę sprawował aż do islamskiej rewolucji w 1979.

## Zestrzelenie U-2
1 maja 1960 jeden z samolotów U-2, które od lipca 1956 dokonywały lotów rozpoznawczych nad terytorium Związku Radzieckiego, został zestrzelony przez radziecką rakietę przeciwlotniczą systemu S-75 „Dźwina” w okolicach Swierdłowska, czyli Jekaterynburga.

## Akcje CIA przeciw Kubie

### OperacjaMangusta
Pierwsze plany wyeliminowania przywódcy Kuby, Fidela Castro, były omawiane w grudniu 1959. CIA doradziła jego fizyczne wyeliminowanie podczas spotkania podkomisji komitetu 5412 (5412 Grupa Specjalna). Ówczesny szef CIA, Allen W. Dulles, twierdząc, że taka operacja nie ma szans na powodzenie, nie przywiązał jednak do niej większej uwagi.
Kolejny raz sprawa została poruszona prawdopodobnie 10 marca 1960, na posiedzeniu Rady Bezpieczeństwa Narodowego, któremu przewodniczył prezydent Dwight Eisenhower. CIA zdawała sobie sprawę, że aby obalić rząd Castro nie wystarczy tylko wyeliminowanie samego przywódcy, ale także całego jego najbliższego otoczenia.
Do pierwszej próby planowania akcji doszło w lipcu 1960. Szef placówki CIA w Hawanie otrzymał rozkaz z Waszyngtonu, aby zorganizować „wypadek”, który zabiłby brata Fidela, Raúla Castro. Operację tę odwołano zanim rozpoczęły się jakiekolwiek do niej przygotowania.
Plany eliminacji Fidela Castro przez CIA posuwały się naprzód. CIA postanowiła skorzystać z usług mafii, która straciła ogromny majątek po dojściu Castro do władzy na Kubie i była całkiem zadowolona, że ich partnerem w tym przedsięwzięciu będzie rząd USA. CIA zaangażowała do tej sprawy dwie ważne postacie w hierarchii mafijnej – Johna Rossellego i Sama Giancanę.
Żadna z prób zamordowania Fidela Castro nie powiodła się, a Giancana i Rosselli zostali zamordowani w 1975, mniej więcej w tym samym czasie kiedy specjalna komisja Churcha prowadziła przesłuchania w sprawie prób eliminacji Castro przez CIA.
Początkowo zaaprobowana przez prezydenta Eisenhowera kampania eliminacji kubańskiego przywódcy przerodziła się w operację desantową na Kubę.

### Inwazja w Zatoce Świń

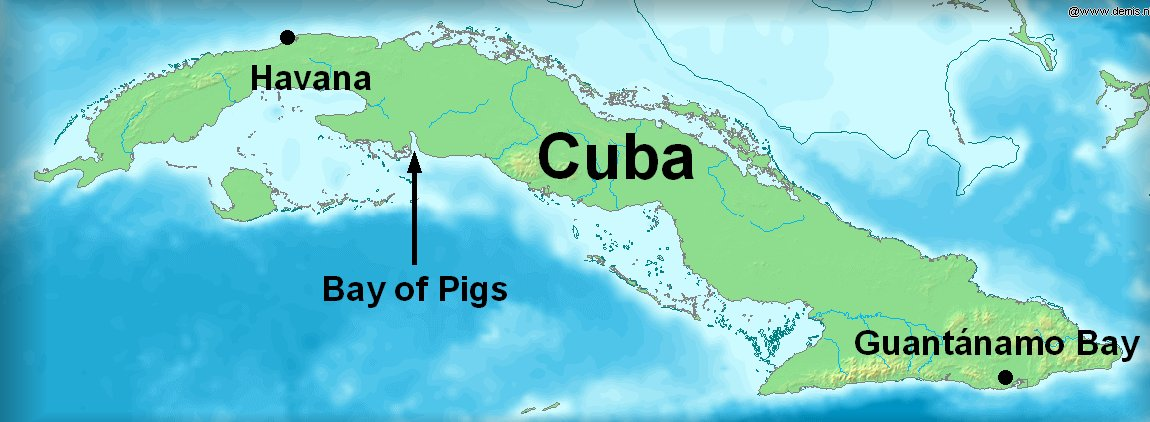
Mapa Kuby z zaznaczoną Zatoką Świń

Plan obalenia rządów Fidela Castro za pomocą kubańskich uchodźców – kontrrewolucjonistów, zrodził się jeszcze za kadencji prezydenta Eisenhowera. Projekt dokonania desantu na Kubę przez uchodźców kubańskich został opracowany przez zastępcę dyrektora CIA do spraw operacyjnych Richarda Bissela, który przedstawił go do akceptacji prezydentowi w marcu 1960.
Sprzęt, który miał być użyty podczas walk – barki desantowe, karabiny maszynowe
i inny, pochodziły z demobilu armii amerykańskiej, który został zakupiony przez CIA za pomocą fikcyjnej firmy (JMWAVE). Szkolenia kubańskich uchodźców odbywały się w tajnych obozach założonych przez CIA m.in. w Nikaragui i Gwatemali oraz innych miejscach w Ameryce Południowej.
Ostatecznie desant, którego dokonało ok. 1400 kubańskich uchodźców 15 kwietnia 1961, zakończył się totalną klęską dla kontrrewolucjonistów, a jeszcze większą dla CIA.
Prezydent John F. Kennedy, po klęsce w Zatoce Świń, rozważał nawet rozwiązanie CIA, lecz skończyło się na dymisji Richarda Bissela i samego dyrektora CIA Allena W. Dullesa.

### OperacjaNorthwoods

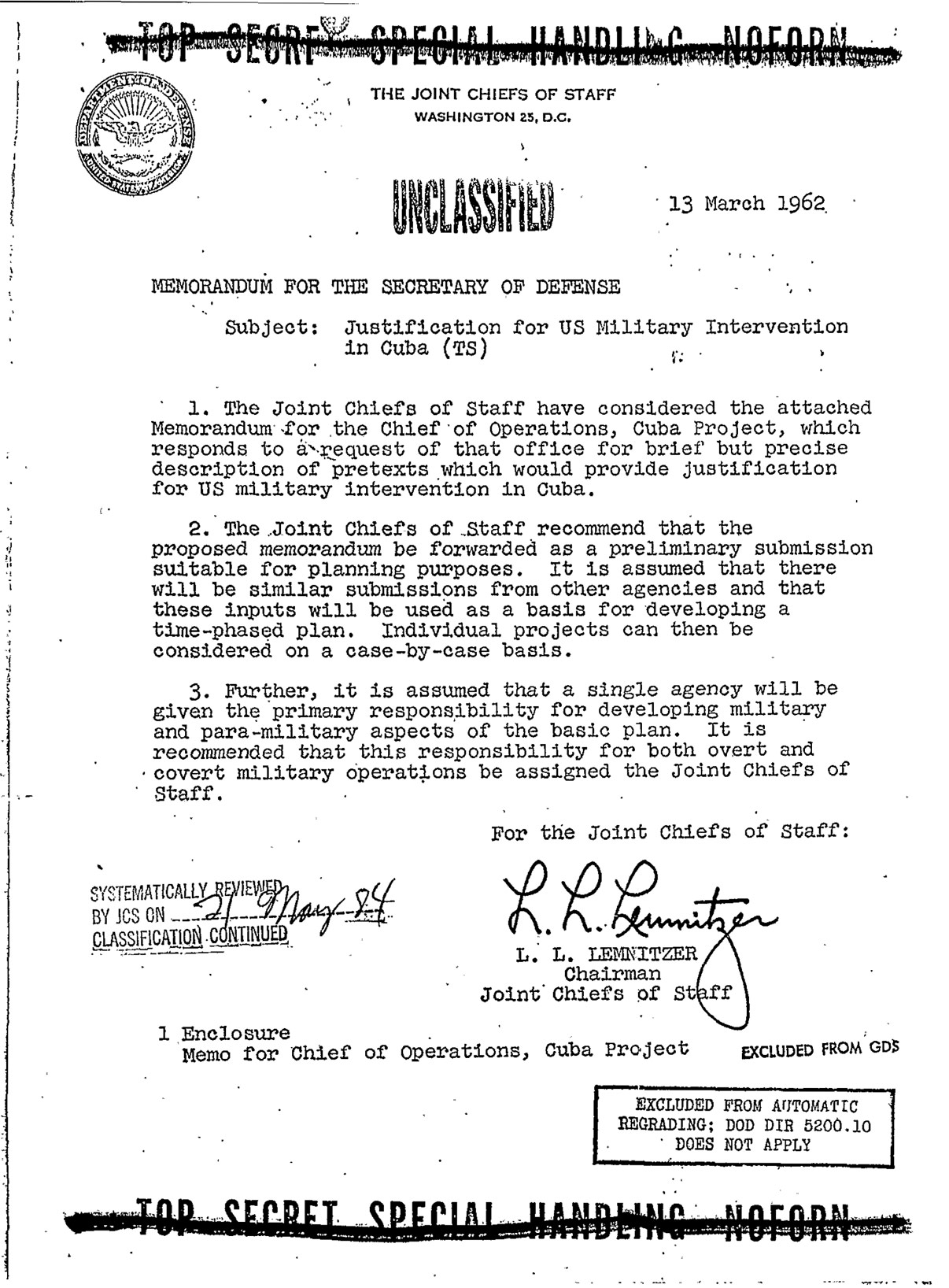
Memorandum operacji Northwoods – 13 marca 1962 roku

Był to kryptonim operacji pod fałszywą flagą, zaproponowany przez rząd Stanów Zjednoczonych w 1962. Zakładał przeprowadzenie przez CIA lub inne agencje rządowe ataków terrorystycznych w miastach USA; ataki te miały zwiększyć publiczne poparcie dla planowanej wojny przeciwko Fidelowi Castro na Kubie. Jeden z wariantów planu proponował rozpętanie kampanii terroru kubańskiego na obszarze Miami, innych miast Florydy, a nawet w samym Waszyngtonie. Zawarte w planach operacji porwanie samolotu oraz zamachy, obwiniające przy pomocy fałszywych dowodów rząd Kuby, miały stanowić casus belli dla Stanów Zjednoczonych.
Operacja nigdy nie została oficjalnie zatwierdzona ani wykonana.

### Kryzys kubański
Po niezbyt udanych latach pięćdziesiątych CIA odnotowała wielki sukces. Było to podczas tzw. Kubańskiego Kryzysu Rakietowego, jaki wybuchł w październiku 1962 po wykryciu przez CIA obecności na Kubie radzieckich pocisków rakietowych z głowicami nuklearnymi, zdolnych do rażenia celów na terenie USA. Rozpoznanie przez specjalistów z CIA na zdjęciach dostarczonych przez samoloty zwiadowcze U-2 rakiet radzieckich średniego zasięgu R-12 (SS-4 Sandal) i R-14 (SS-5 Skean) było możliwe dzięki pułkownikowi radzieckiego wywiadu wojskowego GRU, Olegowi W. Pieńkowskiemu, współpracującemu z wywiadem amerykańskim i brytyjskim od 1960.
Choć Oleg Władimirowicz Pieńkowski współpracował z CIA przez niecałe dwa lata, przez wielu jest uważany za najważniejszego szpiega, który dotychczas współpracował z CIA.
Kryzys kubański zakończył się wycofaniem przez Związek Radziecki rakiet z Kuby. 14 października 1962 płk. Oleg W. Pieńkowski został aresztowany przez kontrwywiad radziecki i skazany na śmierć.

## CIA w Wietnamie
Rosnące zaangażowanie militarne Stanów Zjednoczonych w wojnę w Wietnamie przyniosło zapotrzebowanie na informacje wywiadowcze z tego rejonu świata. W latach sześćdziesiątych Wietnam stał się celem tajnych operacji wywiadowczych dokonywanych przez CIA oraz inne agencje rządowe.
Okrucieństwa, jakich dopuszczono się na ludności cywilnej podczas operacji Phoenix, po raz kolejny nadszarpnęły reputację Centralnej Agencji Wywiadowczej.
Wymyślona przez byłego analityka CIA, Roberta W. Komera, operacja Phoenix polegała na zwalczaniu Vietcongu w Wietnamie Południowym, i rzeczywiście, początkowe wyniki operacji były zadowalające. Stwierdzono, że w jej ramach w samym tylko 1969 „zneutralizowano” dziewiętnaście tysięcy pięćset trzydzieści cztery osoby podejrzane o przynależność lub jakiekolwiek powiązania z Wietkongiem.
Wkrótce jednak operacja Phoenix nabrała innego biegu. W rajdach na wioski wieśniaków otaczano i losowo wybranych torturowano w celu uzyskania informacji, a podejrzanych o współpracę z partyzantami likwidowano na miejscu. William Colby usiłował podważyć oskarżenia wystawiane CIA twierdząc, że operację faktycznie przeprowadzali Wietnamczycy, a CIA zajmowała się doradztwem i szkoleniem.
Niemniej jednak to CIA ponosiła odpowiedzialność za tę akcję, dostarczając niezbędne środki do jej przeprowadzenia, takie jak np. broń, obozy szkoleniowe i co najważniejsze – pieniądze, bez których przeprowadzenie operacji byłoby niemożliwe.
Skuteczność i wyniki tajnych operacji przeprowadzanych w Wietnamie, Kambodży i Laosie były różne. W wypadkach kiedy agencji udało się zachować pełny obiektywizm, jej oceny były przeważnie trafne. Na przykład w przedstawionej w lipcu 1965 ocenie amerykańskich nalotów bombowych dokonywanych z użyciem bombowców B-52 na Wietnam Północny (operacja Rolling Thunder) stwierdzono, że jej rezultaty były (wbrew temu co oczekiwano) „znikome” i w żaden sposób nie mogą wpłynąć na zmianę polityki północnowietnamskiej.

## Struktura Organizacyjna Centralnej Agencji Wywiadowczej na rok 1972
- Dyrektor
  - Komisja Doradcza ds. informatorów
  - Agenci
- Zastępca Dyrektora
- Zastępca Dyrektora ds. Wewnętrznych

Inspektor Generalny, Doradca Generalny, Doradca Prawny, Rzecznik Prasowy, Sztab Planowy Programowy i Budżetowy, Sztab Historyczny, Archiwum, Sztab Łączności
- Dyrektoriat Wywiadu
  - Centrum Organizacyjne
  - Sekretariat USIB
  - Biuro ds. Zdobywania Informacji
  - Centralna Służba Doradcza
  - Podsłuch Radiostacji Zagranicznych
  - Biuro ds. Operacji Specjalnych
  - Biuro ds. Bieżących Informacji
  - Badania Strategiczne
  - Biuro ds. Rozeznania w Terenie
  - Biuro ds. Badań Gospodarczych
  - Analiza Zdjęć
  - Biuro ds. Oceny Danych
- Dyrektoriat Nauki i Techniki
  - Biuro ds. Nauki (zdobywanie informacji)
  - Biuro Zadań Specjalnych
  - Biuro ds. Badań i Rozwoju
  - Biuro ds. Urządzeń Elektronicznych
  - Biuro Projektów Specjalnych
  - Ochrona Danych Komputerowych
  - Centrum Nadzoru Rakiet i Przestrzeni Kosmicznej
- Dyrektoriat Administracji
  - Urząd Bezpieczeństwa
  - Biuro ds. Logistyki
  - Służby Medyczne
  - Biuro Kadr
  - Biuro Finansów
  - Biuro Kształcenia
  - Biuro ds. Komunikacji
- Dyrektoriat Operacji
  - Sztab Wywiadowczy
  - Sztab Kontrwywiadowczy
  - Sztab Tajnych Akcji
  - Służba Techniczna
  - Wydział Operacyjny
  - Sztab Programowy
  - Wydział do Spraw Akcji w Różnych Rejonach Świata
    - Kraje Bloku Wschodniego (półkula zachodnia)
    - Europa
    - Stacje polowe i Bazy

## Rola w aferze Watergate
Centralna Agencja Wywiadowcza znalazła się w samym środku tzw. Afery Watergate, która ostatecznie doprowadziła do ustąpienia ówczesnego prezydenta Stanów Zjednoczonych Richarda Nixona.
Po wybuchu Afery Watergate w 1972, wyszło na jaw, że jeden z tzw. „hydraulików białego domu” (Jednostki dochodzeń Specjalnych – Special Investigations Unit), Howard Hunt, korzystał z dużej pomocy Wydziału Technicznego CIA, a w samym włamaniu do waszyngtońskiego gmachu „Watergate” brali udział byli pracownicy CIA.
Centralna Agencja Wywiadowcza pod naciskiem Białego Domu dostarczyła Huntowi wyposażenie w postaci masek, kamer i aparatury podsłuchowej, których później użyto przy włamaniu do gabinetu psychiatry leczącego Daniela Ellsberga, byłego członka Rady Bezpieczeństwa Narodowego. Daniel Ellsberg był także wcześniej oskarżany o spowodowanie przecieku dokumentów Pentagonu do prasy waszyngtońskiej.
Afera Watergate doprowadziła do bezprecedensowego ustąpienia prezydenta USA ze stanowiska. 8 stycznia 1973 osoby odpowiedzialne za aferę Watergate stanęły przed sądem.
O ile afera przyniosła uszczerbek opinii CIA, to wydarzenia kilku następnych lat o mało nie zniszczyły agencji zupełnie.
22 grudnia 1974 Seymour Hersh, reporter „The New York Times”, ujawnił cały szereg nadużyć CIA, w tym trwającą od dwudziestu lat praktykę kontroli korespondencji prywatnej. Pełniący wówczas funkcję dyrektora centrali wywiadu (DCI – Director of Central Intelligence) William E. Colby potwierdził prawdziwość tych zarzutów, podkreślił jednak z całym naciskiem, że sprawy te należą już do przeszłości.
Po rewelacjach „Timesa” doszło do nowych przecieków, takich jak sensacyjne doniesienia o planach zamachów na Castro, Lumumbę oraz Rafaela Trujillo, którego zamordowano 30 maja 1961. Zabójcy nie byli agentami CIA, lecz na pewno zostali przez agencję uzbrojeni i finansowani.

## OperacjaChaos
Operacja oznaczona kryptonimem Chaos, została zorganizowana przez CIA wspólnie z Federalnym Biurem Śledczym, na rozkaz prezydenta Lyndona B. Johnsona.
Celem operacji było ustalenie, czy amerykański ruch przeciwko wojnie w Wietnamie był kierowany lub finansowany z zagranicy. Stworzono indeks 300 tysięcy nazwisk Amerykanów oraz zgromadzono obszerne akta 7200 najbardziej zaangażowanych w ruch pacyfistyczny obywateli USA, chociaż CIA nie mogła przeprowadzać operacji na terenie Stanów Zjednoczonych.
Nie znaleziono żadnych powiązań, ale operacja Chaos trwała jeszcze długo po objęciu prezydentury przez Nixona.

## ProgramMKUltra
Centralna Agencja Wywiadowcza dokonywała serii eksperymentów psychiatrycznych dotyczących możliwości kontrolowania umysłu ludzkiego za pomocą różnych eksperymentalnych narkotyków, w tym LSD, z których co najmniej jeden zakończył się śmiercią ofiary.
Skandale i afery związane z działalnością CIA i jej pracowników doprowadziły do powołania komisji śledczych, m.in.: komisji Rockefellera, powołanej przez prezydenta Forda do badania okoliczności programu MKUltra, oraz komisji Churcha badającej okoliczności operacji Mangusta.

## Lata osiemdziesiąte XX wieku
Rozpoczynając krucjatę przeciwko radzieckiemu „Imperium Zła”, prezydent Ronald Reagan postawił na stanowisku dyrektora Centralnej Agencji Wywiadowczej starego pracownika służb wywiadowczych, weterana OSS (Office of Strategic Services), Williama J. Caseya.
W latach osiemdziesiątych, kiedy rozpoczął się nowy wyścig zbrojeń, nasiliła się także działalność obcych wywiadów na terenie Stanów Zjednoczonych.
W roku 1989 CIA zwiększyło zatrudnienie do rekordowej ilości 20 481 osób. (w roku 1979 wynosiło ok. 14 000 zatrudnionych osób)

### OperacjaCyclone
W latach 1979–1989, CIA prowadziła program, mający na celu wsparcie afgańskich mudżahedinów podczas radzieckiej interwencji w Afganistanie. Operacja Cyclone była jedną z najdłuższych i najdroższych tajnych operacji kiedykolwiek przeprowadzonych przez CIA. Z poziomu 20–30 mln dol. rocznie w 1980, koszt operacji wzrósł do 630 milionów dolarów w roku 1987.
Program w dużej mierze opierał się na pakistańskich służbach specjalnych – Inter-Services Intelligence (ISI), jako pośrednika w dystrybucji funduszy, przerzucie broni, szkoleniu wojskowym oraz wsparciu finansowego dla afgańskich grup oporu. Wraz z finansowaniem podobnych programów ze strony MI6, SAS, Arabii Saudyjskiej oraz Chińskiej Republiki Ludowej, ISI uzbroiło i wyszkoliło ponad 100 tys. powstańców między rokiem 1978 a 1992. Zachęcało również ochotników z państw arabskich do udziału w walkach w Afganistanie.
Ostatecznie radzieckie wojska wycofały się całkowicie z Afganistanu 15 lutego 1989.

### Zdarzenia w roku 1985
Najbardziej pamiętny z owej dekady został rok 1985, nazwany przez prasę „rokiem szpiega”.
16 kwietnia 1985 do ambasady Związku Radzieckiego w Waszyngtonie wszedł wysokiej rangi oficer CIA, tym samym szef kontrwywiadu CIA w Zarządzie Operacyjnym, a dokładniej w Wydziale Związku Radzieckiego i Europy Wschodniej Zarządu Operacyjnego CIA, Aldrich Ames, gdzie przekazał Rosjanom kopertę, w której była kartka z nazwiskami dwóch oficerów KGB współpracujących z CIA. Za tę informację Ames zażądał kwoty 50 tysięcy dolarów, którą otrzymał miesiąc później. 13 czerwca 1985 Ames przekazał KGB nazwiska wszystkich oficerów KGB, GRU, oraz innych wschodnich agencji wywiadowczych, współpracujących z CIA jakie były mu znane. Ujawnił ponad sto tajnych operacji, wydał Rosjanom ponad 30 osób współpracujących z CIA (z których dziesięć zostało skazanych na karę śmierci i rozstrzelanych) i innymi zachodnimi agencjami. W ten sposób siatka agentów budowana przez CIA od trzydziestu lat została kompletnie rozbita.
Aldrich Ames został aresztowany przez FBI 21 lutego 1994, lecz wytropiony został przez własnych kolegów z pionu kontrwywiadu CIA. Sprawę następnie przekazano do FBI. Śledztwo przeprowadzone przez kontrwywiad Centralnej Agencji Wywiadowczej, które przyczyniło się do aresztowania Amesa, było jedynym na taką skalę przypadkiem schwytania „kreta” we własnych szeregach dzięki dobrej pracy detektywistycznej. Podczas śledztwa prowadzonego przez CIA w sprawie zniknięcia agentów z nią współpracujących, oprócz Amesa odkryto dwie inne osoby współpracujące z KGB – Claytona Lonetree, strażnika ambasady amerykańskiej w Moskwie, oraz Harolda J. Nicholsona, kierownika wydziału CIA w centrum antyterrorystycznym.
20 maja 1985, w związku ze współpracą z radzieckimi tajnymi służbami, FBI aresztowało także Johna Walkera – oficera łączności United States Navy z dostępem do ściśle tajnych informacji amerykańskiej floty, zakańczając w ten sposób pracę jego siatki szpiegowskiej, tzw. „Walker’s spie ring”, której informacje m.in. uświadomiły radzieckiemu dowództwu, na jak wielką skalę amerykańska flota podsłuchuje ruch radzieckich okrętów podwodnych z napędem jądrowym, w tym m.in. ujawniła ZSRR fakt funkcjonowania sieci SOSUS.

## Lata dziewięćdziesiąte XX wieku
W latach dziewięćdziesiątych Centralna Agencja Wywiadowcza po raz kolejny znalazła się w centrum zainteresowania amerykańskiej opinii publicznej i swych krytyków. Była obwiniana o to, że nie potrafiła przewidzieć upadku Związku Radzieckiego, ataku Iraku na Kuwejt.
Nie powiódł się spisek mający na celu obalenie Saddama Husajna, na który wydano ponad 100 mln dolarów. Siatka amerykańskich agentów została odkryta i aresztowana w Egipcie.
W 1993 dyrektor Centralnej Agencji Wywiadowczej, Robert James Woolsey, publicznie ogłosił, że nowym priorytetem CIA będzie gromadzenie materiału wywiadowczego w zakresie gospodarki.
Francuzi, szpiegując amerykańskich dyrektorów, nie cofali się przed zakładaniem podsłuchów w ich pokojach hotelowych, ani przed kradzieżą dokumentów. W oddziale CIA w Paryżu wkrótce pracowało pięciu oficerów CIA. Czterech mężczyzn udawało dyplomatów, kobieta podawała się za przedstawicielkę fundacji amerykańskiej. Próbowali oni przeciwdziałać szpiegowaniu amerykańskich firm przez wywiad francuski.
Kobieta nawiązała kontakt z urzędnikiem francuskim, po czym przez swoją nieudolność zdradziła się, że jest agentką CIA. Cała operacja szybko się wydała i Francuzi wydalili oskarżonych o szpiegostwo z kraju.
Incydent ten zrodził pytanie, czy szpiegostwo gospodarcze nie stanowi ujmy dla Centralnej Agencji Wywiadowczej i czy nie powinna ona ograniczyć swych wysiłków do przeciwdziałania akcjom terrorystycznym i wykradania tajemnic państwowych.

## Początek XXI wieku
Początki nowego wieku rozpoczęły się bardzo niepomyślnie dla Centralnej Agencji Wywiadowczej. Zamach z 11 września 2001 sprawił, że CIA po raz kolejny padła ofiarą krytyki za niewykrycie i nieuprzedzenie przed atakami. CIA stała się zbyt ostrożna, zwłaszcza w latach 90. Nie pozwalano na tajne operacje terenowe, zabraniano rekrutowania agentów-informatorów, zlikwidowano dużo posad w centrali w zamian za inwestowanie w technologię – tzw. wywiad elektroniczny (radiowy), satelity, łączność itp. W ten sposób zrezygnowano z najbardziej efektywnej procedury zbierania informacji wywiadowczych – wywiadu agenturalnego. Satelity, komputery nie popełniały błędów, lecz te same satelity i komputery wyposażone w najnowszą technologię, wspierane przez 40-miliardowy roczny budżet agencji, nie powstrzymały terrorystów przed atakami na World Trade Center i Pentagon.
Po 11 września 2001 i kolejnych komisjach kongresowych rozpoczęto koordynację współpracy między agencjami rządowymi, m.in. FBI, NSA, CIA. Aby ułatwić tę procedurę powołano Departament Bezpieczeństwa Krajowego USA.
Rola CIA w wojnie w Afganistanie oraz wojnie w Iraku nie jest jeszcze dobrze znana. Bardzo możliwe, że CIA dokonywała głębokiego rozpoznania przed działaniami w Afganistanie, taką samą rolę odegrała zapewne i w Iraku. Po ogłoszeniu zakończenia działań wojennych w Iraku rodziły się pytania co do istnienia irackiej broni masowej zagłady, co było przyczyną inwazji na Irak, a której do tej pory nie odnaleziono. Zapowiadała się nowa afera, której pierwszą ofiarą padł ówczesny dyrektor CIA, George J. Tenet.
Komisja ds. wywiadu określiła wojnę w Iraku i jej przyczyny jako „globalną porażkę amerykańskiego wywiadu, nie tylko CIA”.
W grudniu 2014 odtajniono raport Senatu Stanów Zjednoczonych o brutalnych metodach stosowanych przez Agencję po 11 września 2001, w którym określenie „miejsce niebieskie” może dotyczyć ośrodka CIA utworzonego w Polsce.

## Funkcjonariusze obcych wywiadów współpracujący z CIA
- gen. Dimitrij Polakow
- płk Michał Goleniewski
- płk Oleg Pieńkowski
- płk Ryszard Kukliński
- ppłk Janusz Kochański
- płk Piotr Popow
- płk Jerzy Szumiński
- płk Antoni Tykociński
- płk Oleg Gordijewski
- mjr Sergiej Motorin
- mjr/ppłk? Anatolij Golicyn

## Ściana pamięci (The CIA Memorial Wall), Księga Honorowa (Book of Honor)
Tablica pamiątkowa w hallu głównego gmachu siedziby Centralnej Agencji Wywiadowczej w Langley w stanie Wirginia, z wykutymi w marmurze 83 gwiazdkami i napisem – Ku czci tych pracowników Centralnej Agencji Wywiadowczej, którzy oddali życie w służbie ojczyzny.
W księdze umieszczonej obok tablicy widnieje jedynie 48 nazwisk, pozostałe wciąż objęte są tajemnicą:
1950
- Douglas Mackiernan

1951
- Jerome P. Ginley

1952
- Norman A. Schwartz
- Robert C. Snoddy

1954
- James „Pete” McCarthy Jr.'

1956
- Wilburn S. Rose
- William P. Boteler
- Frank G. Grace Jr
- Howard Carey

1957
- James J. McGrath

1960
- Chiyoki Ikeda
- Stephen Kasarda Jr.

1961
- Leo F. Baker
- Wade C. Gray
- Thomas W. Ray
- Riley W. Shamburger Jr
- Nels L. Benson
- David W. Bevan
- Darrell A. Eubanks
- John S. Lewis

1964
- John G. Merriman

1965
- Barbara Robbins
- Buster E. Edens
- John W. Waltz
- Edward Johnson
- Michael M. Deuel
- Michael A. Maloney
- Marcell Rene Gough
- Tożsamość niejawna

1966
- Louis A. O’Jibbway

1967
- Walter R. Ray
- Ksawery „Big Bill” Wyrożemski

1968
- Billy Jack Johnson
- Wayne J. McNulty
- Richard M. Sisk
- Jack W. Weeks
- Charles Mayer

1970
- Hugh Francis Redmond

1971
- Paul C. Davis
- David L. Konzelman

1972
- Wilbur Murray Greene
- Raymond L. Seaborg
- John Peterson
- John W. Kearns

1974
- Raymond C. Rayner

1975
- William E. Bennett
- Richard S. Welch

1976
- James A. Rawlings
- Tucker Gougelmann

1978
- Denny Gabriel
- Berl King
- Tożsamość niejawna

1983
- Robert C. Ames
- Phyliss Faraci
- Kenneth E. Haas
- Deborah M. Hixon
- Frank J. Johnston
- James Lewis
- Monique Lewis
- William Richard Sheil

1984
- Richard Spicer
- Scott J. Van Lieshout
- Curtis R. Wood
- Tożsamość niejawna

1985
- William Buckley

1987
- Richard D. Krobock

1988
- Matthew Gannon

1989
- Tożsamość niejawna
- Tożsamość niejawna
- Tożsamość niejawna
- Tożsamość niejawna
- Tożsamość niejawna
- Tożsamość niejawna
- Tożsamość niejawna
- Tożsamość niejawna

1992
- Tożsamość niejawna
- Tożsamość niejawna

1993
- Lansing H. Bennett, M.D.
- Frank A. Darling
- Tożsamość niejawna

1995
- Tożsamość niejawna

1996
- James M. Lewek
- John A. Celli
- Tożsamość niejawna

1997
- Tożsamość niejawna

1998
- Tożsamość niejawna
- Tożsamość niejawna

2001
- Johnny Micheal Spann (pisownia imienia oryginalna – M.J.)

2003
- Helge P. Boes
- Tożsamość niejawna
- William Francis Carlson
- Christopher Glenn Mueller

## Dotychczasowi dyrektorzy Centrali Wywiadu (DCI) i ich zastępcy (DDCI)

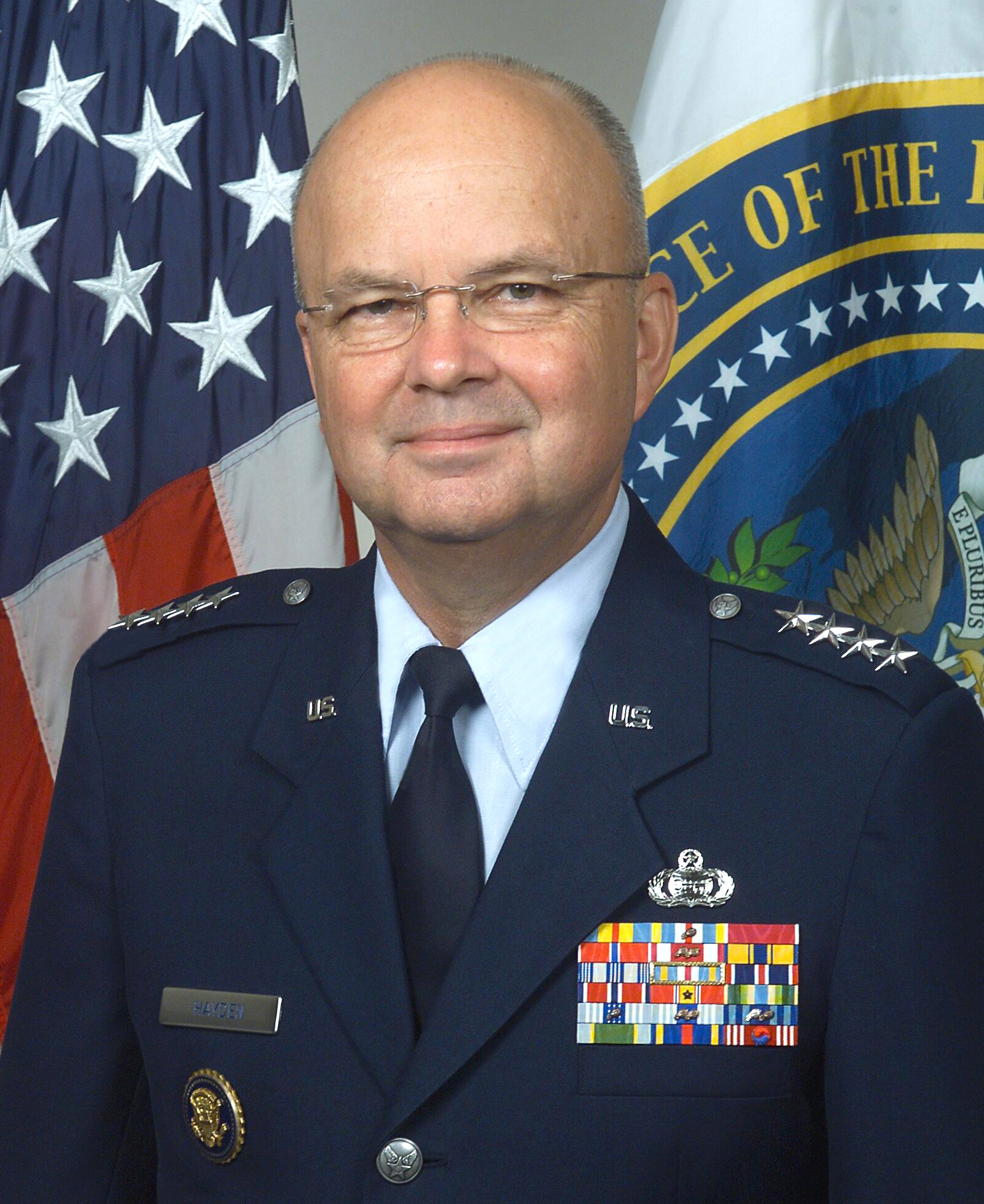
Gen. Michael V. Hayden, były dyrektor Centrali Wywiadu

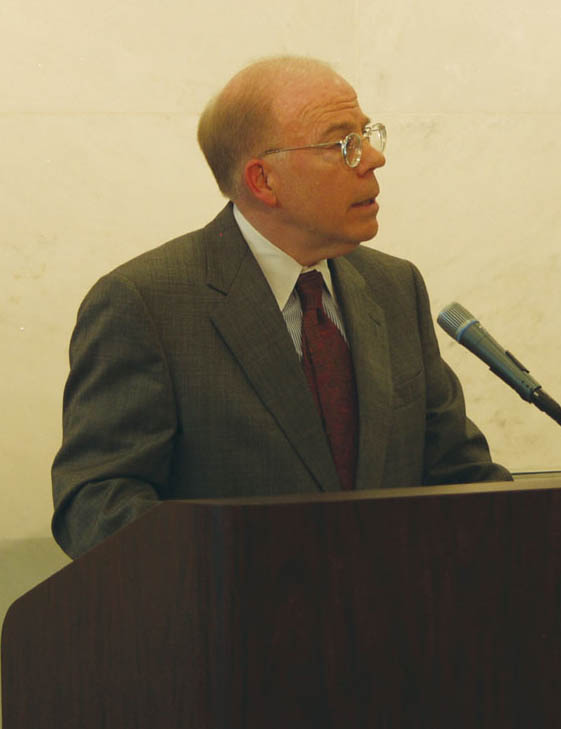
John E. McLaughlin, zastępca dyrektora CIA w latach 2000–2004

Lista dotychczasowych dyrektorów:
| Osoba                   | Kadencja                                                                        |
| ----------------------- | ------------------------------------------------------------------------------- |
| Sidney W. Souers        | 23 stycznia 1946 – 10 czerwca 1946                                              |
| Hoyt S. Vandenberg      | 10 czerwca 1946 – 1 maja 1947                                                   |
| Roscoe H. Hillenkoetter | 1 maja 1947 – 7 października 1950                                               |
| Walter Bedell Smith     | 7 października 1950 – 9 lutego 1953                                             |
| Allen W. Dulles         | 26 lutego 1953 – 29 listopada 1961                                              |
| John A. McCone          | 29 listopada 1961 – 28 kwietnia 1965                                            |
| William F. Raborn Jr.   | 28 kwietnia 1965 – 30 czerwca 1966                                              |
| Richard M. Helms        | 30 czerwca 1966 – 2 lutego 1973                                                 |
| James R. Schlesinger    | 2 lutego 1973 – 2 lipca 1973                                                    |
| William E. Colby        | 4 września 1973 – 30 stycznia 1976                                              |
| George H.W. Bush        | 30 stycznia 1976 – 20 stycznia 1977                                             |
| Stansfield Turner       | 9 marca 1977 – 20 stycznia 1981                                                 |
| William J. Casey        | 28 stycznia 1981 – 29 stycznia 1987                                             |
| William H. Webster      | 26 maja 1987 – 31 sierpnia 1991                                                 |
| Robert M. Gates         | 6 listopada 1991 – 20 stycznia 1993                                             |
| R. James Woolsey        | 5 lutego 1993 – 10 stycznia 1995                                                |
| John M. Deutch          | 10 maja 1995 – 15 grudnia 1996                                                  |
| George J. Tenet         | 11 lipca 1997 – 11 lipca 2004                                                   |
| John E. McLaughlin      | 11 lipca 2004 p.o. dyrektora – września 2004                                    |
| Porter J. Goss          | 24 września 2004 – 30 maja 2006                                                 |
| Michael V. Hayden       | 30 maja 2006 – 12 lutego 2009                                                   |
| Leon Panetta            | 13 lutego 2009 – 30 czerwca 2011                                                |
| Michael Morell          | 1 lipca 2011 p.o. dyrektora – 6 września 2011                                   |
| David H. Petraeus       | 6 września 2011 – 9 listopada 2012                                              |
| Michael Morell          | 9 listopada 2012 p.o. dyrektora – 3 marca 2013                                  |
| John Owen Brennan       | od 3 marca 2013 – 23 stycznia 2017                                              |
| Mike Pompeo             | od 23 stycznia 2017 – 26 kwietnia 2018                                          |
| Gina Haspel             | od 26 kwietnia 2018 (do 21 maja 2018 jako p.o. dyrektora) – do 20 stycznia 2021 |
| William J. Burns        | od 19 marca 2021                                                                |

| Osoba                       | Kadencja    |
| --------------------------- | ----------- |
| Kingman Douglass            | 1946 – 1946 |
| gen.bryg. Edwin K. Wright   | 1947 – 1949 |
| William H. Jackson          | 1950 – 1951 |
| Allen W. Dulles             | 1951 – 1953 |
| gen. Charles P. Cabell      | 1953 – 1962 |
| gen.por. Marshall S. Carter | 1962 – 1965 |
| Richard Helms               | 1965 – 1966 |
| adm. Rufus L. Taylor        | 1966 – 1969 |
| gen.por. Robert E. Cushman  | 1969 – 1971 |
| gen.por. Vernon A. Walters  | 1972 – 1976 |
| E. Henry Knoche             | 1976 – 1977 |
| John F. Blake               | 1977 – 1978 |
| Frank C. Carlucci           | 1978 – 1981 |
| adm. Bobby R. Inman         | 1981 – 1982 |
| John N. McMahon             | 1982 – 1986 |
| Robert M. Gates             | 1986 – 1989 |
| Richard J. Kerr             | 1989 – 1991 |
| adm. William O. Studeman    | 1992 – 1995 |
| George J. Tenet             | 1995 – 1997 |
| gen. John A. Gordon         | 1997 – 2000 |
| John E. McLaughlin          | 2000 – 2004 |
| wadm. Albert M. Calland     | 2005 – 2006 |
| Stephen R. Kappes           | 2006 – 2010 |
| Michael Morell              | 2010 – 2017 |
| Gina Haspel                 | 2017 – 2018 |
| Vaughn Bishop               | 2018 – 2021 |
| David S. Cohen              | od 2021     |

## Obecna struktura Centralnej Agencji Wywiadowczej
- Dyrektor Centrali Wywiadu (DCI)
- Zastępca Dyrektora Centrali Wywiadu (DDCI)
- Dyrektor Wykonawczy (ED)
  - Zastępca Dyrektora ds. Operacyjnych (DDO)
    - Biuro Spraw Wojskowych
    - Centrum Kontroli Potrzeb Kadrowych
    - Centrum Kontrwywiadowcze
    - Centrum Antyterrorystyczne

  - Zastępca Dyrektora ds. Naukowych i Technicznych (DDS&T)
    - Biuro Badań i Rozwoju
    - Biuro Inżynieryjne
    - Służba Informacyjna Nasłuchu Zagranicznych Programów Radiowych
    - Biuro Służb Technicznych
    - Narodowe Centrum Interpretacji Fotograficznej
    - Biuro Technicznego Gromadzenia Danych

  - Zastępca Dyrektora ds. Wywiadu (DDI)
    - Biuro Analiz Słowiańskich i Euroazjatyckich
    - Biuro Analiz Europejskich
    - Biuro Analiz Azji Południowej i Wschodniej
    - Biuro Analiz Afryki i Ameryki Łacińskiej
    - Biuro Badań Naukowych i nad Bronią
    - Biuro Zasobów Technologii i Handlu
    - Biuro Analizy Obrazowej
    - Biuro ds. Bieżącej Produkcji i Wsparcia Analitycznego
    - Biuro Zasobów Informacyjnych
    - Biuro Analiz Osobowych Przywódców

  - Zastępca Dyrektora ds. Administracyjnych

## Filmy i seriale, w których głównym wątkiem było CIA
- Homeland (wyk. Claire Danes)
- Salt (wyk. Angelina Jolie, Liev Schreiber)
- Rekrut (wyk. Al Pacino, Colin Farrell, Bridget Moynahan)
- Zawód: Szpieg (wyk. Brad Pitt, Robert Redford)
- Agent Cody Banks i Agent Cody Banks II (wyk. Frankie Muniz)
- Agentka o stu twarzach (wyk. Jennifer Garner)
- Dobry agent (wyk. Matt Damon, Angelina Jolie)
- trylogia Roberta Ludluma o Jasonie Bournie (wyk. Matt Damon, Julia Stiles, Brian Cox)
- Nico ponad prawem (wyk. Steven Seagal, Sharon Stone, Pam Grier, Henry Silva)
- Chuck (wyk. Zachary Levi, Yvonne Strahovski, Adam Baldwin)
- Kamuflaż (wyk. Piper Perabo, Christopher Gorham, Sendhil Ramamurthy)
- Firma – CIA (wyk. Chris O’Donnell, Michael Keaton)
- Trzy dni kondora (wyk. Robert Redford, Faye Dunaway)